# Teatro Massimo
El Teatro Massimo de Palermo es el mayor de los teatros de ópera de Italia y el tercero más grande de Europa. Está dedicado al rey Víctor Manuel II de Italia.
De gusto neoclásico, fue construido sobre los terrenos resultantes de la demolición de la iglesia de le Stimmate y del monasterio de San Giuliano, a finales del siglo XIX. Los trabajos de demolición fueron iniciados en 1875 tras los sucesivos contratiempos que siguieron al concurso de 1864, ganado por el arquitecto Giambattista Filippo Basile. El teatro es terminado por su hijo, Ernesto Basile, quien se hizo cargo de la construcción en 1891 tras la muerte de su padre, terminándose el 16 de mayo de 1897 e inaugurándose con la obra Falstaff, de Verdi. Precisamente el teatro está emplazado en la plaza G. Verdi, en la parte vieja de la ciudad.

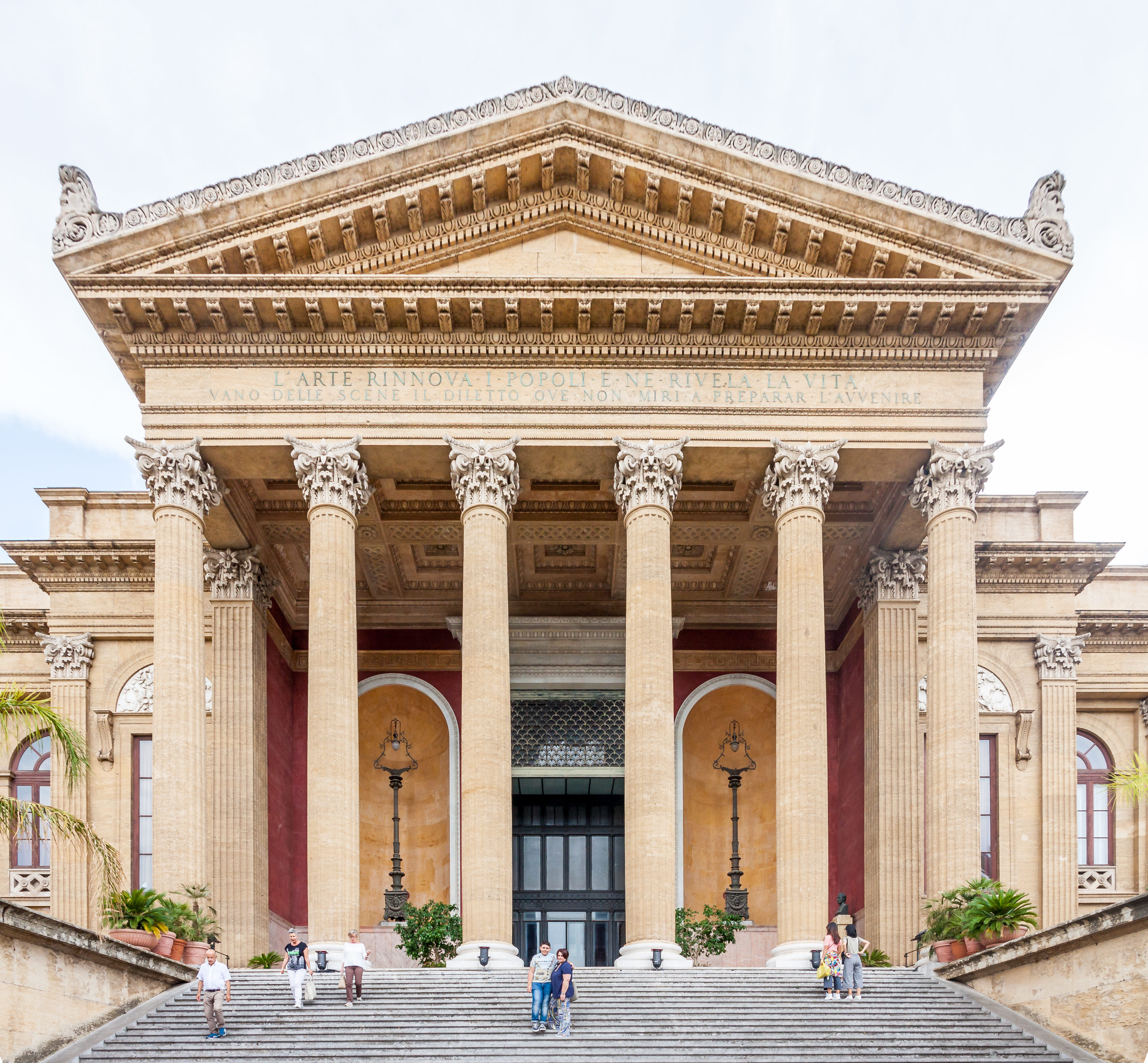

Los exteriores del teatro, siguiendo la moda neoclásica de utilizar arquitectura antigua, presenta un pronao corintio hexástilo elevado sobre una monumental escalera. A los laterales de ésta se encuentran dos leones de bronce con alegorías de la Tragedia y la Lírica. Sobre las seis columnas se puede leer "L'Arte rinnova i popoli e ne rivela la vita": el arte renueva los pueblos, y en ellos revela la vida. Existen varias teorías sobre la paternidad de esta frase, sin llegar a existir consenso. En lo alto del edificio se construyó una enorme cúpula semiesférica. El esqueleto de la cúpula es una estructura metálica reticular que se apoya sobre un sistema de rodillos que permiten los movimientos provocados por los cambios de temperatura.
La simetría alrededor del eje de ingreso, la repetición constante de ciertos elementos (columnas, ventanas en arco, etc.) y la decoración rigurosamente compuesta definen una estructura espacial simple y una volumetría clara, armónica y geométrica, de inspiración griega y romana. Las referencias formales en este edificio son, además de teatros anticos, construcciones religiosas y públicas romanas como el templo, la basílica civil y las termas romanas, sobre todo en cuanto al desarrollo planimétrico de los volúmenes y en la cobertura.
El interior fue decorado por distintos pintores (R. Lentini, E. De Maria Bercher, M. Cortegiani, L. Di Giovanni) y dispone de alrededor de tres mil quinientos asientos.
El Teatro Massimo reabrió sus puertas el 12 de mayo de 1997 tras un largo periodo de abandono. Hoy en día propone una gran variedad de eventos culturales: ballets con artistas de fama internacional, conciertos de opera lírica, muestras y encuentros.

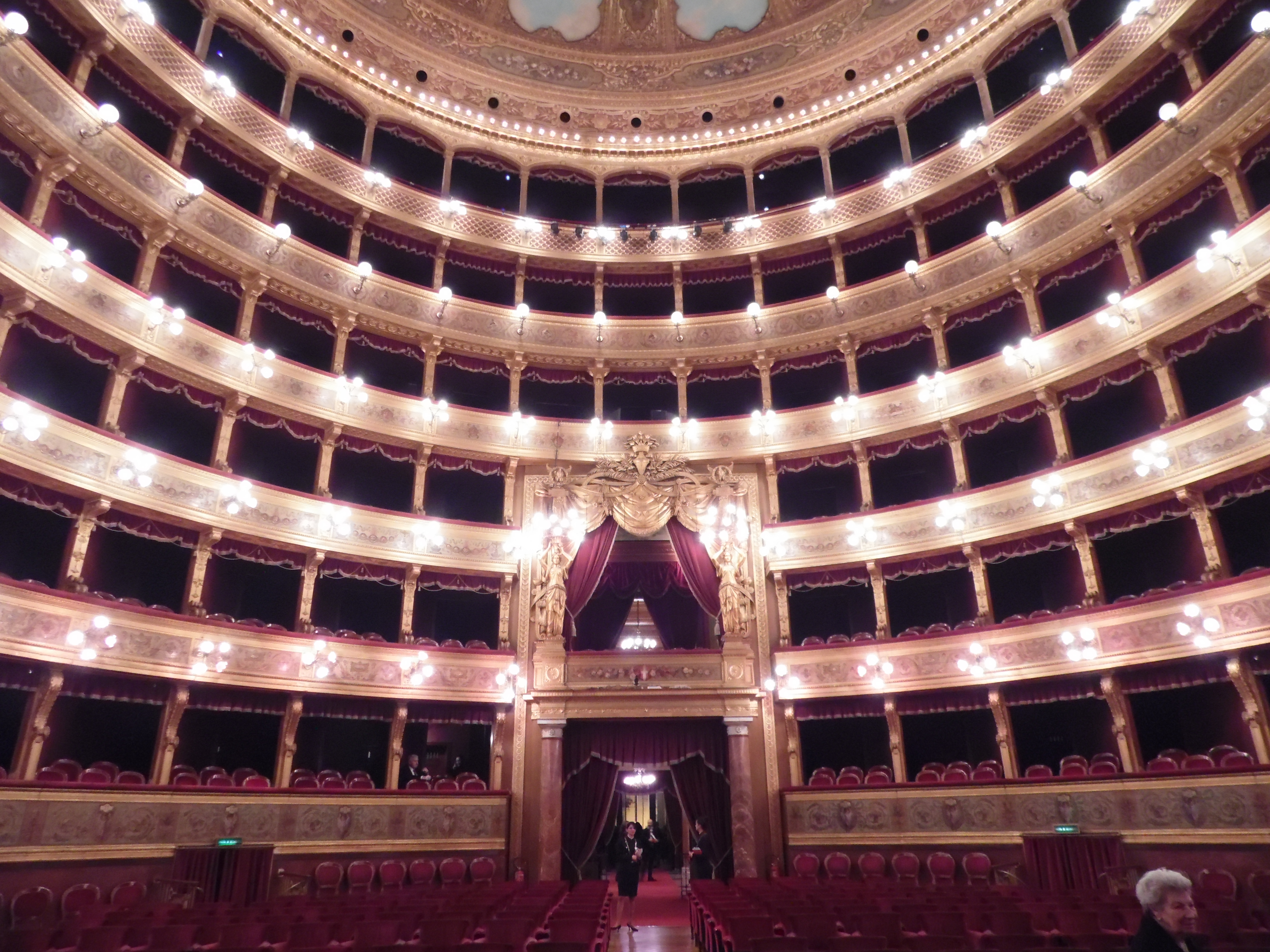

Las últimas escenas de la película El padrino III (1990), de Francis Ford Coppola, se rodaron en el Teatro Massimo.